# Lepidura viridis
Lepidura viridis är en stekelart som beskrevs av Dasch 1974. Lepidura viridis ingår i släktet Lepidura och familjen brokparasitsteklar. Inga underarter finns listade i Catalogue of Life.